# قطر في الألعاب الأولمبية الصيفية 2012
شاركت قطر في دورة أولمبياد لندن 2012، المملكة المتحدة، التي أقيمت خلال الفترة من 27 يوليو وحتى 14 أغسطس 2012. وهذه هي المشاركة الثامنة لقطر في الأولمبياد، وكانت قطر قبل هذه المشاركة تعتبر واحدة من ثلاث دول مع السعودية وبروناي لم يسبق لها أن أرسلت أي وفد نسائي إلى الألعاب الأولمبية.
ومثل قطر في هذا المحفل الرياضي 12 رياضي، هم كل من الرامي ناصر صالح العطية الذي شارك في الدورات الأولمبية للمرة الخامسة على التوالي ونافس في مسابقة الاسكيت، والرامي راشد حمد العذبة (دبل تراب) والرامية  بهية الحمد (البندقية). ومن ألعاب القوى شارك كل من العداؤون حمزة دريوش ومحمد القرني (سباق 1500م)، ومحمد عبدة بخيت (الماراثون)، ومصعب عبد الرحمن بلة (800م)، بالإضافة إلى متسابق الوثب العالي معتز عيسى برشم والعداءة نور حسين المالكي (100م). ومن السباحة شارك كل من السباح الواعد أحمد غيث عطاري والسباحة الواعدة ندى محمد عركجي، بالإضافة إلى مشاركة اللاعبة آية مجدي في منافسات كرة الطاولة.

## أصحاب الميداليات
| الميدالية | اسم            | الرياضة     | الحدث        | موعد     |
| --------- | -------------- | ----------- | ------------ | -------- |
| برونزية   | ناصر العطية    | الرماية     | أطباق السكيت | 31 يوليو |
| برونزية   | معتز عيسى برشم | ألعاب القوى | الوثب العالي | 7 اغسطس  |

## الرماية
مقال تفصيلي: الرماية في الألعاب الأولمبية 2012
| الرياضي     | الصنف      | التصفيات | التصفيات | النهائي   | النهائي  |
| الرياضي     | الصنف      | النقاط   | الترتيب  | النقاط    | الترتيب  |
| ----------- | ---------- | -------- | -------- | --------- | -------- |
| رشيد العطبا | تراب       | 121      | 10       | لم يتأهل  | لم يتأهل |
| رشيد العطبا | دوبل تراب  | 136      | 7        | لم يتأهل  | لم يتأهل |
| ناصر العطية | طبق السكيت | 121      | 4        | 144 S/O 6 | برونزية  |

## مقالات ذات صلة
- الوطن العربي في الألعاب الأولمبية الصيفية 2012